# Premi TFG
El Premi TFG, Premi Treball Final de Grau o Premi al millor Treball de Fi de Grau és un premi atorgat als millors Treballs de Fi de Grau (TFG) en la universitat. Els premis TFG tenen per objecte premiar i reconèixer l'excel·lència del treball de fi de grau (tesina) i la recerca de l'alumne universitari. Es concedeix o pot concedir en totes les àrees del saber (ciència, tecnologia, medicina, dret, ciències socials, ...). El premi pot ser atorgat per la universitat o per una entitat externa a la universitat (fundacions, govern, companyies, ...).